# Municipio de Tynsid
El municipio de Tynsid (en inglés: Tynsid Township) es un municipio ubicado en el condado de Polk en el estado estadounidense de Minnesota. En el año 2010 tenía una población de 64 habitantes y una densidad poblacional de 1,73 personas por km².

## Geografía
El municipio de Tynsid se encuentra ubicado en las coordenadas 47°43′23″N 96°53′42″O / 47.72306, -96.89500. Según la Oficina del Censo de los Estados Unidos, el municipio tiene una superficie total de 36.99 km², de la cual 36,99 km² corresponden a tierra firme y (0 %) 0 km² es agua.

## Demografía
Según el censo de 2010, había 64 personas residiendo en el municipio de Tynsid. La densidad de población era de 1,73 hab./km². De los 64 habitantes, el municipio de Tynsid estaba compuesto por el 95,31 % blancos y el 4,69 % eran de una mezcla de razas. Del total de la población el 0 % eran hispanos o latinos de cualquier raza.